# NSG Fröslev-Jardelunder Moor
NSG Fröslev-Jardelunder Moor este o arie protejată (arie specială de conservare — SAC, sit de importanță comunitară — SCI, arie de protecție specială avifaunistică — SPA) din Germania întinsă pe o suprafață de 224 ha, integral pe uscat.

## Localizare
Centrul sitului NSG Fröslev-Jardelunder Moor este situat la coordonatele 54°49′18″N 9°14′08″E / 54.8217°N 9.2356°E.

## Înființare
Situl NSG Fröslev-Jardelunder Moor a fost declarat arie de protecție specială avifaunistică în octombrie 1997 pentru a proteja 9 specii de animale. Alte tipuri de protecție:
- sit de importanță comunitară (în septembrie 2004)
- arie specială de conservare (în ianuarie 2010)[1][3][4]

## Biodiversitate
Situată în ecoregiunea atlantică, aria protejată conține 5 habitate naturale: Lacuri și iazuri distrofice naturale, Pajiști umede nord-atlantice cu Erica tetralix, Mlaștini oligotrofe degradate, capabile încă de regenerare naturală, Mlaștini turboase de tranziție și turbării mișcătoare, Depresiuni pe substraturi de turbă de Rhynchosporion.
La baza desemnării sitului se află mai multe specii protejate:
- păsări (8): ciocârlie-de-câmp (Alauda arvensis), fâsă de luncă (Anthus pratensis), becațină comună (Gallinago gallinago), Grus grus grus, sfrâncioc roșiatic (Lanius collurio), Numenius arquata arquata, mărăcinar (Saxicola rubetra), nagâț (Vanellus vanellus)
- nevertebrate (1): libelule (Leucorrhinia pectoralis)

Pe lângă speciile protejate, pe teritoriul sitului au mai fost identificate 1 specie de amfibieni, 1 specie de nevertebrate.